# 双店路站
双店路站位于成都市成华区中环路双店路段，是成都地铁7号线的地下岛式站台车站，因所在路名而得名，于2017年12月6日启用。在7号线建设期间，本站曾使用工程名“崔家店站”。本站的施工方为中铁航空港建设集团四分公司，在施工阶段，因客观条件所限，本站站位由路中向路侧偏移，同时带动其两侧区间正线由路中向路侧摆动，最大摆动范围9至37.5米。

## 车站结构

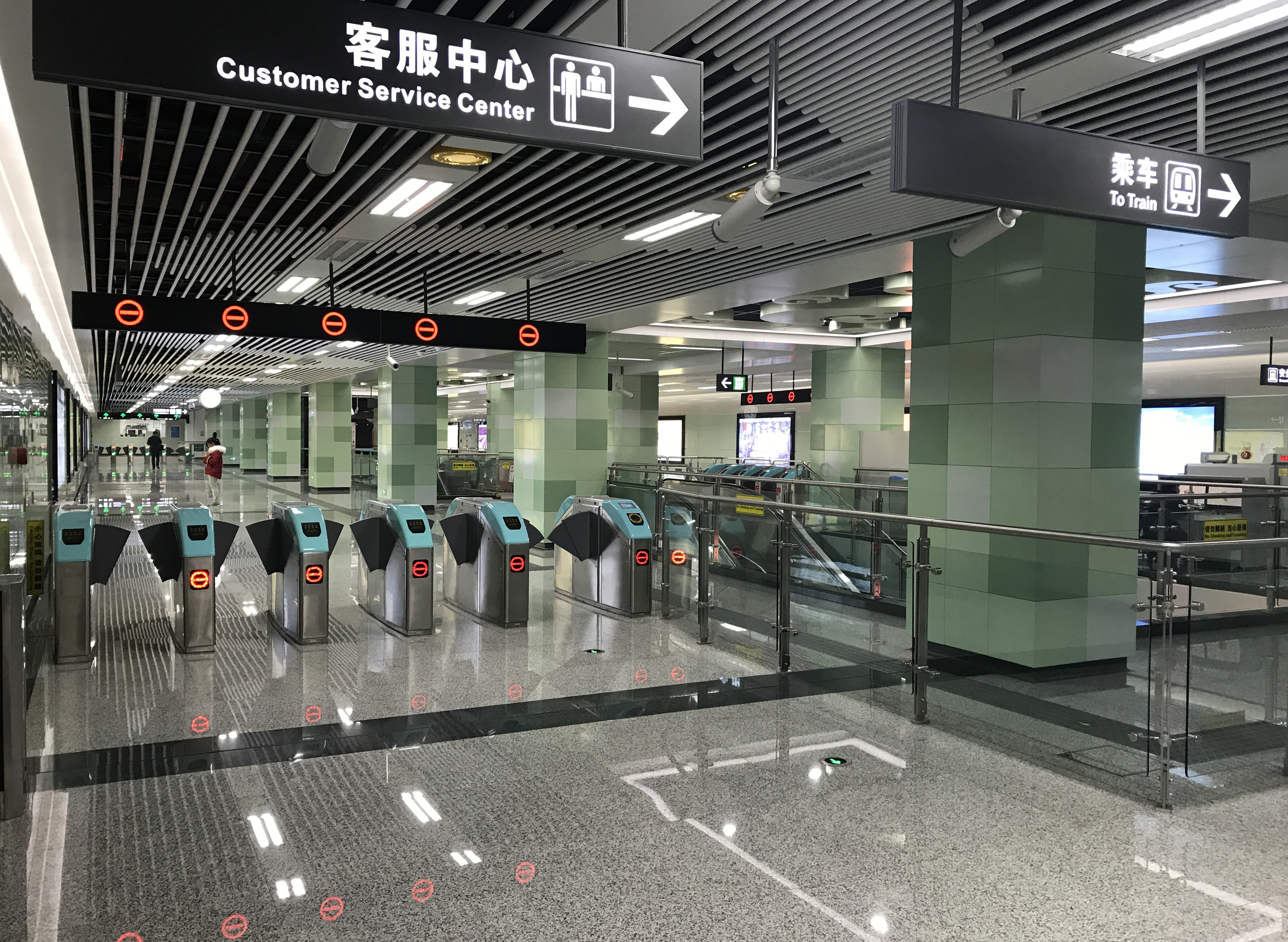
站厅层
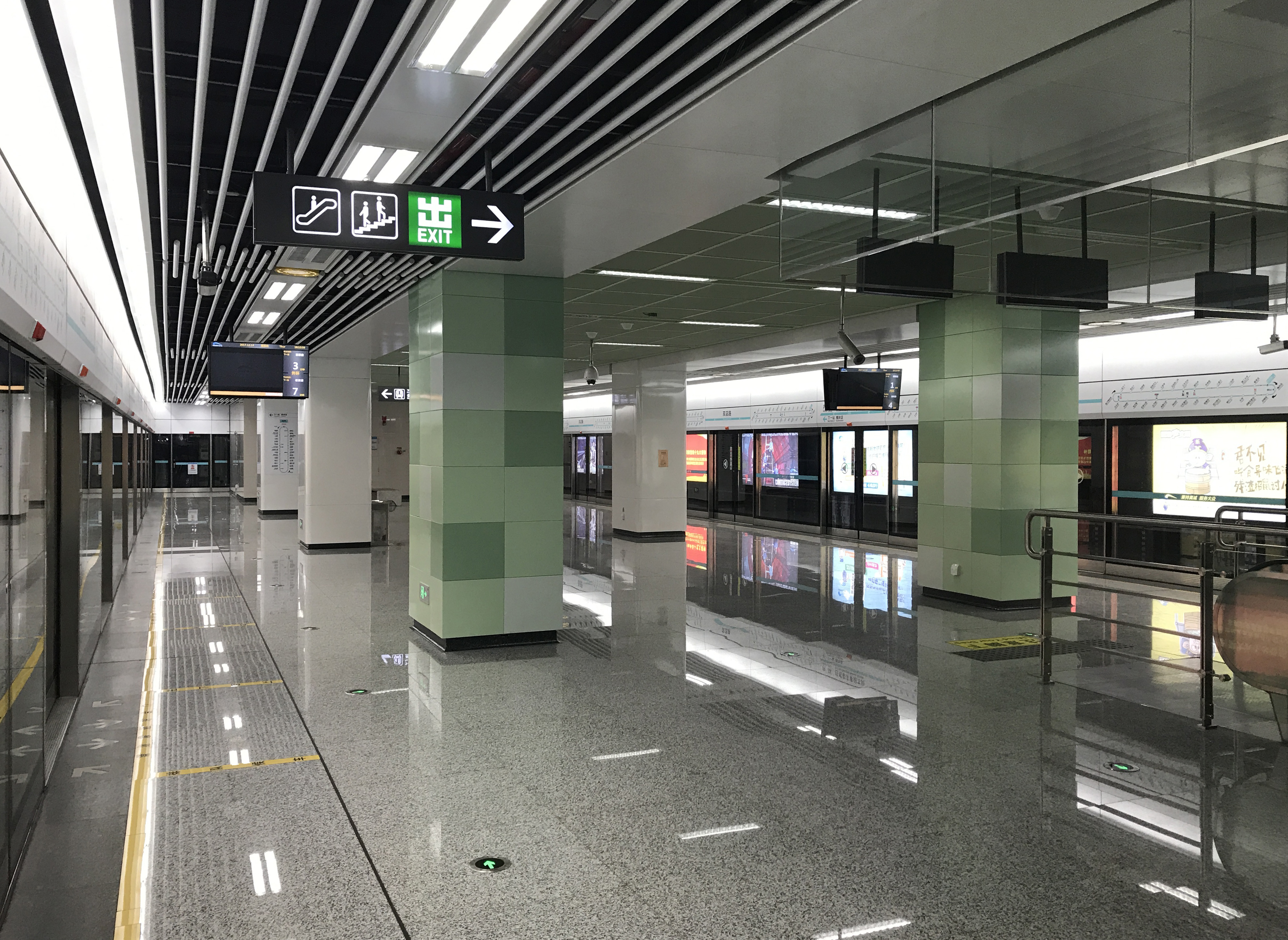
站台层

双店路站为地下二层岛式站台车站。
| 地面      |                              | 出入口                       |  |
| 地下 一层 | 站厅层                       | 安检、售票机、站内商店       |  |
| 地下 二层 |                              | 7号线列车外环方向 （崔家店） |  |
| 地下 二层 | 岛式站台，左边车门将会开启   |                              |  |
| 地下 二层 | 7号线列车内环方向 （槐树店） |                              |  |

- 站厅层
- 站台层

## 出入口信息
本站目前开放3个出入口。
| 出口编号 | 设施                    | 地点           | 可到达目的地 |
| -------- | ----------------------- | -------------- | ------------ |
|          |                         |                |              |
|          |                         | 中环路双店路段 | 成华奥园广场 |
| 出口 · B |                         | 中环路双店路段 | 成华奥园广场 |
| 出口 · D | 无障碍电梯 无障碍卫生间 | 中环路双店路段 | 蓝光公园悦庭 |

## 公交换乘
297路

## 大事记
- 2013年7月24日，开始围护桩施工[4]；
- 2017年8月1日，公共区装修及地面附属装饰工程顺利移交运营公司[5]；
- 2017年8月14日，本站以99.1%的通过率顺利通过地铁综合联调[6]；
- 2017年12月6日，车站正式启用[1]。